# Andrea Bartolini
Andrea Bartolini   (Imola, 4 de novembre de 1968) és un ex-pilot de motocròs italià, Campió del Món de 500cc el 1999 (amb una Yamaha de l'equip de Michele Rinaldi) i dues vegades guanyador del Motocross des Nations com a membre de l'equip italià. També assolí l'èxit al mundial de MX2 el 2003 (anomenat encara 125cc), acabant-hi tercer.
Bartolini ha estat l'únic italià en guanyar el Mundial en la categoria de 500cc, actualment reconvertida a MX3. L'any 2007 fou designat entrenador de la selecció estatal de motocròs i de supermoto (disciplina que també havia practicat, amb resultats discrets), i el mateix any fou fitxat per Husqvarna com a responsable de desenvolupament dels seus nous models de motocròs.

## Palmarès en motocròs
| Any          | Motocicleta  | Campionat del Món | Campionat del Món | Campionat del Món | MXDN |
| Any          | Motocicleta  | 500cc             | 250cc             | 125cc             | MXDN |
| ------------ | ------------ | ----------------- | ----------------- | ----------------- | ---- |
| 1989         | Honda        | -                 | -                 | 5è                |      |
| 1990         | Honda        | -                 | -                 | 4t                |      |
| 1991         | Honda        | -                 | -                 | 5è                |      |
| 1992         | Honda        | -                 | -                 | 6è                |      |
| 1993         | Honda        | -                 | -                 | 6è                |      |
| 1994         | Yamaha       | -                 | 11è               | -                 |      |
| 1995         | Yamaha       | -                 | 7è                | -                 |      |
| 1996         | Yamaha       | -                 | 6è                | -                 |      |
| 1997         | Yamaha       | 5è                | -                 | -                 |      |
| 1998         | Yamaha       | 5è                | -                 | -                 |      |
| 1999         | Yamaha       | 1r                | -                 | -                 | 1r   |
| 2000         | Yamaha       | 4t                | -                 | -                 |      |
| 2001         | Husqvarna    | 8è                | -                 | -                 |      |
| 2002         | Honda        | 5è                | -                 | -                 | 1r   |
|              |              | 650cc             | Mx GP             | 125cc             |      |
| 2003         | Yamaha       | -                 | -                 | 3r                |      |
| Total títols | Total títols | 1                 | 0                 | 0                 | 2    |

1. ↑  La classificació consignada a MXDN fa referència a la posició final obtinguda per l'equip estatal